# Košarkaški klub Zagreb
Il K.K. Zagreb (Košarkaški Klub Zagreb) è stata una squadra di pallacanestro croata della città di Zagabria.
Il club nasce nel 1970, e ha vinto il suo primo trofeo nazionale, la Coppa di Croazia nel 2008.

## Palmarès
- Campionato croato: 1

2010-11
- Coppa di Croazia: 3

2008, 2010, 2011